# Personenmeerderheidsstelsel
Het personenmeerderheidsstelsel is een kiessysteem waarbij de kiezer bij het uitbrengen van zijn stem net zoveel vakjes rood mag kleuren als er zetels te verdelen zijn. Er wordt gestemd op personen, waarbij kandidaten met het grootste aantal stemmen worden gekozen. Dit systeem wordt in Suriname gebruikt bij de verkiezing van de ressortraden. Ook is het standaard voorgeschreven voor alle verkiezingen in Surinaamse politieke organisaties.
De wetgever gaat uit van de vooronderstelling dat individuele personen deel behoren te nemen aan (volks)vertegenwoordigende lichamen. Voor de verkiezingen van de ressortraden worden de kandidaten voorgedragen door politieke organisaties, maar de nadruk ligt op de directe keuze van de kiezer voor de persoon en niet de politieke organisatie. 

## Organisatie verkiezingen ressortraden
Politieke organisaties (partijen) moeten zich laten registreren in een openbaar register. Ze moeten een ledenlijst overleggen waaruit blijkt dat het aantal kiesgerechtigde leden ten minste 1% is van het totaal aantal kiesgerechtigden. Voor de verkiezingen moeten de politieke organisaties de kieslijsten met kandidaten bij het hoofdstembureau inleveren. De kandidaten mogen niet op andere kieslijsten voorkomen. Het lidmaatschap van de ressortraad is onverenigbaar met het lidmaatschap van de districtsraad of De Nationale Assemblée.
Op het stembiljet staat aangegeven hoeveel personen gekozen moeten worden om de zetels van de ressortraad te vullen. Als de kiezer meer stemvakjes rood kleurt dan het voorgeschreven aantal maakt dit zijn stembiljet ongeldig en gaat zijn stem daardoor verloren. Het aantal zetels wordt vastgesteld op basis van het aantal inwoners. De Ressortraad van Totness (Coronie) heeft bijvoorbeeld 9 zetels. Latour, een stadsressort van Paramaribo, heeft 17 zetels.
Voor de uitslag van de verkiezingen van de ressortraden stelt het stembureau het aantal stemmen vast dat op iedere kandidaat is uitgebracht. De aantallen worden via het hoofdstembureau van het district doorgestuurd naar het Centraal Hoofdstembureau II. Dit centrale bureau is ingesteld voor controle op de verkiezingen van de ressortraden en bepaalt uiteindelijk op basis van de aantallen van de hoofdstembureaus welke kandidaten het hoogste aantal stemmen hebben verworven. De kandidaten worden in aflopende volgorde op een lijst geplaatst. Hun aantal moet gelijk zijn aan het aantal zetels dat de verschillende ressortraden telt, de overige kandidaten vallen af. Het Centraal hoofdstembureau II stelt uiteindelijk vast welke kandidaten de zetels gaan innemen.
In de Surinaamse context stelde de historicus Hardeo Ramadhin, dat het personenmeerderheidsstelsel nadelig uitpakt voor kleine partijen vergeleken met een stelsel waarbij op partijen wordt gestemd.
Het personenmeerderheidsstelsel wordt sinds de invoering van de Grondwet van 1987 gebruikt voor de samenstelling van alle 62 ressortraden, de laagste bestuurslaag op wijk- en dorpsniveau (ressorten) in Suriname.

## Toepassing bij landelijke verkiezingen
Bij de verkiezingen in 1949, de eerste algemene verkiezingen voor de Staten van Suriname, werd het personenmeerderheidsstelsel gecombineerd met lijstvorming en een districtenstelsel. In ieder district kon de partij die de meerderheid van de stemmen had behaald alle zetels in de Staten bezetten die het district mocht afvaardigen. Het gevolg was een onevenwichtige samenstelling van de Staten met een dominante positie voor de creoolse partijen die hun basis hadden in de stedelijke omgeving van Paramaribo. Voor de landelijke verkiezingen is het personenmeerderheidsstelsel in 1975 vervangen door een mengvorm van het personenmeerderheidsstelsel en het stelsel van evenredige vertegenwoordiging. Sedert de invoering van de nieuwe grondwet van 1987 geldt voor de verkiezingen van De Nationale Assemblée het districten-evenredigheidsstel. De kiezer kan daarbij één stem uitbrengen.

## Districtsraden
De zetelverdeling van de districtsraden vindt plaats op basis van de uitslagen van de verkiezingen voor de ressortraden in het betreffende district. De samenstelling van de Districtsraad is hiermee een afspiegeling van de Ressortraden van het district.